# クレイトン・ジャック
クレイトン・ジャック（Clayton Jack）は、アメリカ合衆国のプロレスラー。ネバダ州リノ出身。

## 来歴
学生時代よりアマチュアレスリングを始め、カリフォルニア州に本拠地を置くバカビル高校を経てオレゴン州立大学に入学してNCAAで活躍。2008年にはジュニアFILAナショナルズ世界選手権にて準優勝し、2011年にはNCAA PAC-10選手権では優勝を飾っている。
2013年1月17日、WWEとディベロップメント契約を交わし入団。傘下団体であるNXTにてカル・ビショップ（Cal Bishop）のリングネームでトレーニングを開始。7月25日、NXT Liveにてソーヤー・フルトンとのシングルマッチにてプロレスラーデビューを果たす。
2014年3月13日、NXTにてトラヴィス・タイラーとタッグを組んでジ・アセンション（コナー & ビクター）と対戦するが敗戦。4月17日にはウェスリー・ブレイクと組んで再びジ・アセンションと対戦するも敗戦した。6月、トレーニング中に回旋筋腱板を損傷し長期欠場。12月18日に復帰。NXT Liveにてディグ・ロウリズと組んでシュートネイション（アンジェロ・ドーキンス & ソーヤー・フルトン）と対戦した。
2015年10月9日、WWEから解雇される事が発表された。